# Amics d'Europa
Amics d'Europa és una de Brussel·les -basat, sense ànim de lucre de reflexió per a l'anàlisi de la política de la Unió Europea i el debat. L'organització, creada el 1999, no té fidelitat política ni nacional i és independent de les institucions de la UE. El seu objectiu declarat és fomentar una discussió oberta i estimular un nou pensament sobre els problemes que enfronten Europa i els seus ciutadans. Es troba a l'edifici Treesquare, a De Meeûssquare.

## Àrees d'experiència
Les activitats de l'organització se centren especialment en set àrees temàtiques:
- Àsia, Àfrica i economies emergents
- Europa dels ciutadans
- Clima i energia
- Salut
- Migració i integració
- Pau, seguretat i defensa
- Digital, competències i desigualtats

## Junta Directiva
El patronat d'Amics d'Europa està format per persones que ocupen o han ocupat càrrecs de responsabilitat en assumptes europeus. El seu president és Etienne Davignon, un polític, empresari i antic vicepresident de la Comissió Europea. Altres membres del Praesidium són:
- Pat Cox, president del Moviment Europeu Internacional i expresident del Parlament Europeu
- Monica Frassoni, copresidenta dels Verds europeus
- Pascal Lamy, director general de l'Organització Mundial del Comerç (OMC) i ex comissari europeu de comerç
- Guy Verhofstadt, antic primer ministre de Bèlgica
- António Vitorino, ex comissari europeu de justícia i assumptes interiors i exministre de defensa i viceprimer ministre portuguès

El president d'Amics d'Europa és Giles Merritt, antic corresponsal de Brussel·les del Financial Times.

## Registre de representants d'interessos de la UE
L'abril de 2009, el comissari de l'administració i antifrau, Siim Kallas, va criticar públicament Amics d'Europa per no registrar-se al seu "registre voluntari de grups de pressió". Kallas va afirmar que els grups de reflexió, com Amics d'Europa, eren una font important de visibilitat de la representació d'interessos indirectes a nivell de la UE i que Friends comercialitzava explícitament la visibilitat dels patrocinadors. El secretari general Giles Merritt va respondre que l'organització feia públiques les seves fonts de finançament al seu lloc web i que no promovia cap interès particular. Va suggerir la creació d'un registre separat per a grups de reflexió.

## Pressupost
Al 2010, el pressupost de l'associació era de 2.174.023€.